# Il giardino segreto (Burnett)
Il giardino segreto (The Secret Garden) è un romanzo per ragazzi scritto nel 1910 dalla scrittrice anglo-americana Frances Hodgson Burnett, autrice anche de Il piccolo Lord e della Piccola principessa. Il romanzo narra il processo di maturazione di due fanciulli, Mary e Colin, grazie alle cure da essi fornite a un giardino segreto dove anni prima era avvenuto un grave incidente che aveva causato la morte della madre di Colin, a seguito del quale l'accesso a tale luogo era stato reso impossibile.
Le Edizioni Integrali Penguin in lingua originale inglese sottolineano nell'introduzione che l'autrice coltivava interessi per lo spiritualismo, il simbolismo sacro, la teosofia e il cristianesimo scientista.

## Trama
Mary Lennox è una bambina di 10 anni nata in India da genitori inglesi, che non si sono mai presi cura di lei, portandola a diventare viziata ed egoista. Dopo la perdita di entrambi i genitori, Mary viene affidata alle cure di un ricco zio vedovo, il signor Archibald Craven, che vive in Inghilterra.
La bambina viene accolta con freddezza dalla signora Medlock, la governante di casa Craven, che informa Mary che lo zio non si trova quasi mai nell'abitazione e che Mary dovrà rimanere sempre nelle sue due stanze e lì divertirsi da sola. Diverso nei confronti della bambina è l'atteggiamento di Martha Sowerby, una giovane cameriera di origini contadine appartenente a una famiglia povera e numerosa, la quale tratta Mary con bontà e gentilezza, la spinge a diventare autonoma e le fa scoprire i lati positivi del nuovo ambiente. Inizialmente Mary prende in antipatia la vasta residenza, le persone che vi abitano e la brughiera circostante, che le sembra desolata e cupa in inverno, ma Martha le assicura che in primavera, quando i fiori saranno sbocciati, tutto sembrerà più allegro.
Una tragica vicenda riguardante la defunta signora Craven colpisce molto Mary: la signora amava coltivare rose in un meraviglioso giardino segreto ed era morta cadendo da un albero del giardino. A seguito di ciò il signor Craven aveva chiuso la porta di accesso del giardino e seppellito la chiave, in modo che nessuno potesse più avere a che fare con quel luogo. Mary cerca di scoprire dove sia il giardino segreto e anche di individuare l'origine di un pianto misterioso che di tanto in tanto le capita di sentire nella casa e che il personale di servizio ignora o nega. Mary comincia a trascorrere sempre più tempo nel parco e nella brughiera, inizialmente da sola, poi in compagnia di Ben Weatherstaff, un giardiniere anziano e burbero ma di animo buono, e di un amichevole pettirosso. La vita all'aria aperta fa aumentare l'appetito di Mary e la bambina si sente sempre più forte, in particolare dopo aver iniziato ad esercitarsi al salto alla corda che le ha regalato la madre di Martha.
Durante una delle sue esplorazioni nel parco, Mary trova in una buca la chiave del giardino; più tardi scopre anche la porta di ingresso, nascosta dall'edera, e vi entra. Il giardino, incolto ed invaso dalle erbacce negli anni, ha bisogno di cure: Mary, che non ha né la competenza né le attrezzature per intervenire, chiede aiuto a Dickon, il fratello dodicenne di Martha. Dickon è un ragazzino gentile, profondamente affezionato alla natura e in grado di capire il linguaggio degli animali.
Una notte Mary sente di nuovo il pianto misterioso, lo segue per cercare di capire da dove venga e, con sua grande sorpresa, scopre in una stanza un bambino della sua età. I due scoprono di essere cugini: il bambino, di nome Colin Craven, è figlio dello zio Archibald, orfano di madre e costretto a letto perché ritenuto sofferente di un problema non specificato alla colonna vertebrale. Colin è un bambino viziato, prepotente ed ipocondriaco, fermamente convinto di dover diventare gobbo come suo padre e morire nel giro di poco tempo; tuttavia prende in simpatia Mary, la quale lo va a trovare tutti i giorni e lo distrae raccontandogli storie che parlano dell'India, di Dickon, dei suoi animali e del giardino segreto. Mary, convinta che il cugino non sia davvero malato ma abbia solo bisogno di aria fresca, esercizio fisico ed emozioni positive, tenta di promuoverne la guarigione, facendo nascere in Colin il desiderio di uscire dalla sua stanza e confidandogli di avere accesso al misterioso giardino segreto. Un giorno la signora Medlock scopre Mary in camera con Colin, il quale però le dice che, se scaccerà Mary, lui la licenzierà immediatamente, avendone il diritto in quanto figlio del padrone di casa.
Colin ottiene quindi il permesso di uscire per la prima volta dalla sua stanza e di essere portato fuori all'aria aperta nel parco, su una sedia a rotelle condotta da Mary e Dickon. I tre bambini entrano di nascosto nel giardino segreto, dove vengono però sorpresi da Ben Weatherstaff. Irritato per questo fatto, che ritiene un insulto alla memoria della sua amata padrona, il vecchio giardiniere redarguisce i tre fanciulli e, nella foga, dà a Colin dello storpio. Furioso, Colin si alza dalla sedia a rotelle e per la prima volta si regge sulle sue gambe, per dimostrare a Ben l'assenza di deformità. Divenuto consapevole di essere sano e di poter contribuire, come Mary e Dickon, alla cura del giardino segreto, anche Colin inizia a recarsi ogni giorno nel giardino, diventando sempre più forte e fiducioso in sé. I tre bambini si accordano per mantenere il segreto sulla buona salute di Colin, in modo da fare una bella sorpresa a suo padre quando tornerà a casa.
Nel frattempo, all'estero, il signor Craven prima sogna la defunta moglie che lo invita a entrare nel giardino segreto e poi riceve una lettera da Susan Sowerby, la madre di Martha e Dickon, che lo invita a tornare a casa per il bene dei ragazzi. Archibald ritorna e, appena arrivato, si dirige verso il giardino, dove sente delle voci infantili al di là dei muri esterni, entra e resta stupefatto nel vedere non solo il giardino segreto in piena fioritura, ma anche suo figlio guarito. Il personale di servizio della tenuta resta sorpreso nel vedere il ritorno festoso del signor Craven con accanto Colin e gli altri due bambini.

## Genesi e ricezione dell'opera

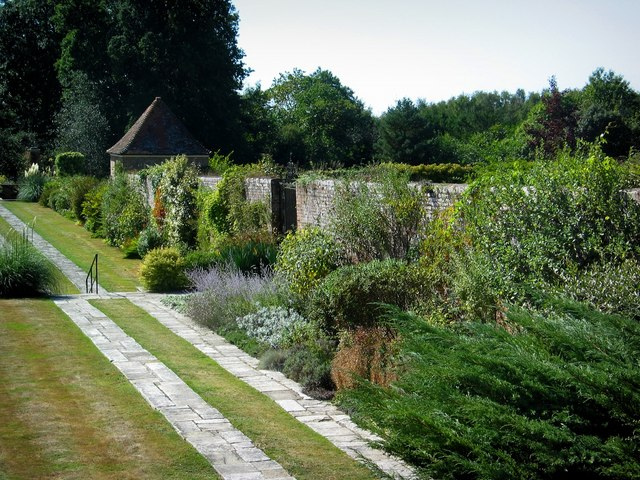
Il giardino di Maytham Hall (Inghilterra), possibile fonte di ispirazione per The Secret Garden

The Secret Garden è apparso dapprima a puntate, a partire dall'autunno 1910, in The American Magazine, un periodico americano che si rivolgeva a lettori adulti. Nell'estate del 1911 apparvero in volume due edizioni integrali, edite a New York da Frederick A. Stokes e a Londra da Heinemann. Poiché l'autrice è morta nel 1924, il copyright è scaduto negli Stati Uniti nel 1987 e nella maggior parte degli altri paesi nel 1995. L'entrata del testo originale nel pubblico dominio ha favorito, nei paesi di lingua inglese, l'apparizione di diverse edizioni in forma abbreviata o integrale, negli ultimi anni del XX secolo.
Durante la composizione del romanzo, l'autrice Frances Hodgson Burnett gli aveva dato il titolo provvisorio di Mistress Mary, con un evidente riferimento a una popolare filastrocca in lingua inglese intitolata Mary, Mary, Quite Contrary. La Burnett era appassionata di giardinaggio e considerava questa attività altamente pedagogica e addirittura terapeutica sia dal punto di vista fisico che da quello mentale. La Burnett aveva praticato questa sua passione negli Stati Uniti (nel giardino della sua abitazione privata a Manhasset, nello stato di New York) e in Inghilterra (a Maytham Hall, nel Kent, dove la Burnett abitò dal 1890 al 1907).
Dopo l'apparizione in volume, il romanzo conobbe un immediato successo presso i ragazzi di lingua inglese. Il romanzo ebbe un rinnovato successo durante la prima guerra mondiale, fra i giovanissimi soldati alleati di lingua inglese, molti dei quali erano adolescenti; tuttavia non era considerato uno dei più importanti lavori della Burnett quando la scrittrice era ancora in vita, tanto è vero che gli autori del necrologio della Burnett, in occasione della morte della scrittrice nel 1924, non ricordarono o non diedero molto rilievo al Giardino segreto ritenuto inferiore al Piccolo Lord o alla Piccola principessa. Il romanzo è stato rivalutato soprattutto negli anni settanta del XX secolo e oggi è il romanzo più popolare della Burnett.

## Nuovi approcci educativi contenuti nel romanzo
I bambini e i ragazzi possono educarsi da soli, l'amicizia tra loro può aiutarli a migliorarsi, il lavoro e la vita all'aperto garantiscono fin dalla giovane età un corpo sano e favoriscono un buon equilibrio psicologico: queste sono le tesi educative del romanzo, in netto contrasto con le convinzioni pedagogiche dell'epoca, secondo le quali solo la guida, l'insegnamento e la vigilanza costante degli adulti potevano garantire l'educazione di bambini e adolescenti, l'amicizia tra ragazzi poteva essere pericolosa e andava sempre vigilata dagli adulti e l'amicizia tra giovani di sesso opposto era molto pericolosa e andava controllata e limitata dagli adulti. Quando si trovavano all'aperto e vivevano con gli animali, i ragazzi, anche per la diffusione e la scarsa curabilità di gravi patologie, dovevano rispettare rigide norme igieniche per evitare pericolose malattie. Queste erano le convinzioni educative più diffuse a inizio secolo sia in Europa che negli Stati Uniti. Essendo in contrasto con queste idee, un libro per ragazzi apparentemente semplice come Il giardino segreto finiva per rivelarsi quasi rivoluzionario.

## Opere derivate

### Cinema
- The Secret Garden - film muto (USA, 1919), diretto da Gustav von Seyffertitz, con Lila Lee (Mary), Richard Rosson (Colin), Paul Willis (Dickon), Spottiswoode Aitken (Archibald Craven)[7][8];
- Il giardino segreto - film (USA, 1949), diretto da Fred M. Wilcox, con Margaret O'Brien (Mary), Dean Stockwell (Colin), Brian Roper (Dickon), Gladys Cooper (Mrs. Medlock), Elsa Lanchester (Martha), Herbert Marshall (Archibald Craven), Reginald Owen (Ben Weatherstaff)[9][10];
- The Secret Garden - film TV (USA 1987), diretto da Alan Grint, con Gennie James, Barret Oliver, Jadrien Steele, Colin Firth[11][12];
- Il giardino segreto - film (USA, 1993), diretto da Agnieszka Holland, con Kate Maberly (Mary), Heydon Prowse (Colin), Andrew Knott (Dickon), Maggie Smith (Mrs. Medlock), Laura Crossley (Martha), John Lynch (Archibald Craven), Walter Sparrow (Ben Weatherstaff)[13][14];
- Ritorno al giardino segreto, film TV (USA, 2001), diretto da Michael Tuchner, con Camilla Belle, Joan Plowright, Aled Roberts, Cherie Lunghi, Leight Lawson.
- Il giardino segreto - film (GB, 2020), diretto da Marc Munden, con Colin Firth, Julie Walters

### Televisione
- The Secret Garden - sceneggiato televisivo (GB, 1952), con Elizabeth Saunders (Mary), Dawson France (Colin), Brian Roper (Dickon) - Trasmesso in Gran Bretagna, in 8 episodi, dal 29 aprile al 17 giugno 1952.
- O Jardim Encantado - sceneggiato televisivo (Brasile, 1959), diretto da Humberto Pucca Jr., con Débora Duarte (Mary), Claudio José (Dickon) - Trasmesso in Brasile il 19 novembre 1959.
- The Secret Garden - sceneggiato televisivo (GB, 1960), con Gillian Ferguson (Mary), Peter Hempson (Colin), Colin Spaull (Dickon) - Trasmesso in Gran Bretagna, in 8 episodi, dal 3 gennaio al 21 febbraio 1952.
- Il giardino segreto - sceneggiato televisivo (GB, 1975), diretto da Dorothea Brooking, con Sarah Hollis Andrews (Mary), David Patterson (Colin), Andrew Harrison (Dickon) - Trasmesso in Gran Bretagna dal 1 gennaio 1975 e quindi negli Stati Uniti dal 1 gennaio 1984.
- Serie animata giapponese intitolata Mary e il giardino dei misteri prodotta nel 1991 e trasmessa in Italia, sulle reti Mediaset, nel 1993.
- The Secret Garden - film d'animazione TV (GB-USA, 1994), diretto da Dave Edwards - Trasmesso negli Stati Uniti il 5 novembre 1994 per la serie ABC Weekend Specials.

## Edizioni

### In lingua inglese
- The secret garden, New York: F. A. Stokes, 1911
- The secret garden; Dennis Butts (editor), Oxford: Oxford University Press, 2002, ISBN 0-19-283596-3, ISBN 978-0-19-283596-3
- The secret garden; afterword by Sandra M. Gilbert; New York: Signet Classics Secret Garden, Centennial Edition, ISBN 0-613-83894-7, ISBN 978-0-613-83894-8

### Traduzioni italiane
- Il giardino misterioso; traduzione di Maria Ettlinger Fano, Torino: Paravia, 1921
- Il giardino segreto; traduzione di Maria Bresciani; illustrazioni di G. Rossini, Firenze: Bemporad, 1926
- Il giardino segreto; traduzione di Maria Silvi; illustrazioni di L. Maraja, Milano: Baldini & Castoldi, 1949
- Il giardino incantato; traduzione di Adelaide Cremonini Ongaro, Milano: Ed. La Sorgente, 1951
- Il giardino segreto; traduzione di Angela Restelli Fondelli, illustrazioni di Nardini, Milano: Fabbri, 1959; riproposta con postfazione di Antonio Faeti in Il giardino segreto, Milano: BUR Rizzoli, 2009, ISBN 978-88-17-02955-1
- Il giardino segreto; traduzione di Mario Mirandoli; tavole di Aldo Ripamonti, Milano: Aemmezeta, 1990, ISBN 88-410-0378-2
- Il giardino segreto; traduzione di Francesca Lazzarato; illustrazioni di Marilyn Day, Milano: A. Mondadori, 1989, ISBN 88-04-32289-6
- Il giardino segreto; traduzione di Pia Pera; illustrazioni di Fabian Negrin; Milano: Salani, 2005, ISBN 88-8451-472-X
- Il giardino segreto; traduzione di Giorgio van Straten; illustrazioni di Nicolas Hewetson (colori) e di Paolo Bracci (bianco e nero); Firenze, Milano: Giunti Junior, 2007, ISBN 978-88-09-05777-7
- Il giardino segreto; introduzione di Alice Sebold; con un saggio di Carlo Pagetti, Torino: Einaudi, 2010, ISBN 978-88-06-20124-1
- Il giardino segreto: romanzo; traduzione dall'inglese di Beatrice Masini, Roma: Fanucci, 2010, ISBN 978-88-347-1675-5
- Il giardino segreto; cura e traduzione di Riccardo Reim, Roma: Newton Compton, 2012, ISBN 978-88-541-3505-5